# Anarko-primitivism

Den anarko-primitivistiska flaggan

Anarko-primitivism är en politisk filosofi som grundar sig på en radikal teknologi- och civilisationskritik. Till skillnad från andra inriktningar av grön anarkism, som till exempel ekoanarkism, förkastas alla civilisationens institutioner som förtryckande maktordningar. Exempelvis kritiseras alla civiliserade samhällens domesticering av vilda djur, växter och framför allt människor. 
Anarko-primitivismen grundar sin analys på den anarkistiska analysen av makt i samhällsstrukturer, men går djupare och betraktar hela civilisationens kontrollkultur som något som artfrämmande för människan. Den lyfter fram slutsatser om människans ursprungliga livsstil och biologiska och sociala fungerande från källor inom arkeologi, paleo-arkeologi, antropologi, etnologi, evolutionsbiologi och evolutionspsykologi. Den anser att de kulturer som utvecklades i och med jordbrukets uppkomst (för omkring tiotusen år sedan) utgjorde ett brott mot människans syn på sig själv som en del av sin miljö, till förmån för en syn där människan är naturens härskare och förvaltare. Dessa förhistoriska skeenden beskrivs bland annat i Kirkpatrick Sales bok After Eden. 
John Zerzan och Kevin Tucker anses vara portalfigurer inom anarko-primitivismen, men även författaren och grön-anarkistiska filosofen Derrick Jensen. 
Anarko-primitivister tror inte att den teknologi som orsakat de extrema klimatförändringarna, befolkningsökningarna och konflikterna kan användas till att lösa desamma problemen, utan ser istället en utveckling mot ett enklare, mer ursprungligt sätt att leva som det bästa för människa och natur. Med sina essentialistiska inslag går anarko-primitivismen i polemik med andra socialkonstruktivistiska tanketraditioner, som till exempel postmodernismen med dess försök till fullständig dekonstruktion av mänsklig natur. 
Anarko-primitivismen kritiseras ofta av konventionella anarkister och eko-anarkister samt av liberaler för att jordens resurser inte skulle räcka till om jordens nuvarande befolkning levde som jägare/asätare och samlare. Detta har lett till slutsatsen att anarko-primitivismen medför auktoritära metoder för befolkningsminskning, men anarko-primitivister framhåller istället att det är en frihetlig idélära som inte bör förväxlas med auktoritära/totalitära ideologier som till exempel "ekofascism". 
Internationellt är Derrick Jensens civilisationskritiska volymer Endgame 1 & 2, samt John Zerzans Future Primitive framträdande verk.

## Andra kända anarkoprimitivister
- Henry David Thoreau
- Leo Tolstoj
- Edward Carpenter
- Fredy Perlman(en)
- Daniel Quinn